# خزاره
خزاره (به لاتین: Khazora) یک منطقهٔ مسکونی در تاجیکستان است که در ولایت سغد واقع شده‌است.